# Marcel Laurendeau
Pour les articles homonymes, voir Laurendeau.
Marcel Laurendeau est un homme politique franco-manitobain, ancien député de Saint-Norbert à l'Assemblée législative du Manitoba au Canada.

## Biographie
Marcel Laurendeau est élu à l'Assemblée législative du Manitoba lors de l'Élection générale manitobaine de 1990. Il est réélu lors de l'Élection générale manitobaine de 1999 représente la circonscription de Saint-Norbert en tant qu'un membre du Parti progressiste-conservateur du Manitoba de 1999 à 2003.
Marcel Laurendeau commença sa carrière politique en entrant au conseil municipal de Winnipeg en 1988. Il est élu pour la première fois lors des élections législatives de 1990. Il fut un soutien actif au Premier ministre du Manitoba de l'époque, Gary Filmon. En 1993, il apporta son soutien au Vice-premier ministre du Canada Jean Charest. Battu aux élections législatives de 1999, il soutint par la suite la candidature de Stockwell Day président de l'Alliance canadienne en 2011.